# Eleutherotheca grossa
Eleutherotheca grossa är en insektsart som först beskrevs av Bolívar, I. 1889.  Eleutherotheca grossa ingår i släktet Eleutherotheca och familjen gräshoppor. Inga underarter finns listade i Catalogue of Life.